# Gottlob Berger
Gottlob Christian Berger (Gerstetten, 16 luglio 1896 – Gerstetten, 5 gennaio 1975) è stato un generale tedesco, SS-Obergruppenführer (generale di corpo d'armata) e anche a capo dello SS-Hauptamt, l'ufficio responsabile per il comando centrale delle Schutzstaffel. In seguito fu giudicato come criminale di guerra e passò 6 anni in carcere.
Durante la prima guerra mondiale, fu ferito quattro volte e gli fu conferita la Croce di Ferro di I classe. Dopo la guerra fu posto a capo della milizia Einwohnerwehr del Württemberg settentrionale. Alla fine degli anni '20 si unì al partito nazista e nel 1931 divenne membro delle Sturmabteilung (SA). Si scontrò con altri gli leader delle SA e si unì alle Allgemeine-SS nel 1936.
Nel 1938 fu nominato capo dell'ufficio di reclutamento dell'Ufficio centrale delle SS (SS-HA) e l'anno successivo ne ottenne il comando. Fu l'ispiratore delle Waffen-SS, ne implementò le strutture e le politiche di reclutamento e in seguito estese il reclutamento delle Waffen-SS ai popoli che non riflettevano in alcun modo le idee di "purezza razziale" di Himmler. Sostenne costantemente una maggiore formazione ideologica per le Waffen-SS, pur non considerando corretta l'ideologia delle SS come sostituto della religione. Protesse il suo amico Oskar Dirlewanger che in seguito pose al comando dell'SS-Sonderkommando Dirlewanger.
Berger si scontrò spesso con gli alti ufficiali della Wehrmacht e anche delle Waffen-SS per i suoi metodi usati nel reclutamento, ma approfittò delle opportunità che gli si presentavano di volta in volta per accrescere numericamente le Waffen-SS riuscendo ad arrivare a 38 divisioni entro la fine della guerra. Ricoprì diversi ruoli nelle ultime fasi della guerra, pur continuando a essere il capo dello SS-HA. Al Ministero del Reich per i Territori occupati dell'Est propose l'operazione Heuaktion. In risposta alla rivolta slovacca dell'agosto 1944, Berger fu nominato comandante militare in Slovacchia, ancora in carica durante l'iniziale fallimento della repressione. Il mese successivo fu nominato capo di stato maggiore della milizia Volkssturm e capo dei campi di prigionia. Negli ultimi mesi della guerra comandò le forze tedesche sulle Alpi bavaresi, incluse alcune unità delle Waffen-SS che aveva contribuito a reclutare. Si arrese alle truppe statunitensi vicino a Berchtesgaden e quindi arrestato, processato e condannato nel processo ai ministri per crimini di guerra a 25 anni di reclusione, pena ridotta prima a 10 anni e poi rilasciato dopo averne scontati sei e mezzo. Dopo il rilascio sostenne la riabilitazione delle Waffen-SS e lavorò in diverse aziende manifatturiere. Morì nella sua città natale nel 1975.
Fu descritto come un uomo turbolento e cinico, "uno dei luogotenenti di Himmler più competenti e fidati in tempo di guerra", fu anche un ardente antisemita e un manipolatore burocratico abile e senza scrupoli. Grazie alle sue capacità organizzative e di reclutamento, Berger fu mantenuto a capo dello SS-HA per tutta la durata della guerra.

## Biografia
Nacque il 16 luglio 1896 a Gerstetten, nel Württemberg, figlio di Johannes e di Christine Moser, uno degli otto figli. Frequentò la Volksschule, la Realschule e seguì un corso di formazione per insegnanti a Nürtingen. Si offrì volontario all'inizio della prima guerra mondiale, salì al grado di tenente di fanteria al momento del suo congedo nel 1919. Ferito quattro volte, gli fu conferita la Croce di Ferro di I classe, al momento del congedo fu ritenuto disabile al 70%. Durante la Grande Guerra, morirono tre suoi fratelli, due in azione e l'altro giustiziato per spionaggio negli Stati Uniti. Il temperamento combattivo e la politica conservatrice di Berger lo aiutarono ad avere un ruolo nella leadership della milizia Einwohnerwehr del Nord Württemberg nel 1918-1919.
Sposò Maria Dambach nel 1921. Dopo essersi iscritto al partito nazista nel 1922, fu arrestato in seguito al putsch di Monaco del novembre 1923. Studiò e lavorò come insegnante di educazione fisica. Perse interesse per la politica per alcuni anni prima di unirsi di nuovo al partito nazista nel 1929, e al gruppo paramilitare delle Sturmabteilung (SA) nel gennaio 1931. La carriera di Berger nelle SA fu ostacolata per le sue idee militariste; dopo la presa del potere nazista nel gennaio 1933 si rivelò adatto a guidare le cosiddette operazioni di Schutzhaft, cioè il rastrellamento degli ebrei e dei "politici indesiderabili". Nell'aprile 1933, gli scontri con i leader più giovani significarono che la sua carriera nelle SA era arrivata a un vicolo cieco. I colleghi delle SA lo criticarono per le sue ambizioni, oltre alla sua schiettezza e alla sua mancanza di riflessione. A partire dal luglio 1934, Berger lavorò con il capo dell'addestramento delle SA, lo SA-Obergruppenführer Friedrich-Wilhelm Krüger. Tra il 1933 e il 1935 fu ispettore scolastico a Esslingen am Neckar e nel 1935 fu un alto funzionario presso il Ministero della Cultura del Gau Württemberg-Hohenzollern. Fu reclutato nelle Allgemeine-SS dal Reichsführer-SS Heinrich Himmler nel 1936, su raccomandazione di Krüger. Inizialmente incaricato di supervisionare lo sport e la preparazione fisica per lo SS-Oberabschnitt Südwest, passò poi nello staff personale di Himmler come capo dell'ufficio sportivo.
Berger intercedette a favore di Oskar Dirlewanger, suo compagno nella prima guerra mondiale, quando fu incarcerato per due anni nel 1935 per reati contro un minore. Dopo il suo rilascio, Berger usò la sua influenza per garantire che Dirlewanger potesse unirsi alla Legione Condor e combattere nella guerra civile spagnola. Il 1º luglio 1938, Himmler nominò Berger capo del dipartimento per il reclutamento dello SS-Hauptamt, ufficio che trasformò rapidamente in un potente strumento per le ambizioni di Himmler. Secondo Berger, l'esercito tedesco inizialmente fu sprezzante nei confronti delle SS, citò le parole del comandante in capo dell'esercito, Generaloberst Werner von Fritsch:"Se il ministro dei trasporti del Reich ha la sua polizia ferroviaria addestrata militarmente, perché Himmler non dovrebbe giocare ai soldati?". Berger in seguito affermò di aver avuto l'idea di far indossare alle truppe delle SS le giacche mimetiche da caccia e di averla suggerita allo SS-Obergruppenführer Sepp Dietrich, comandante dello Leibstandarte SS Adolf Hitler (LSSAH). Dal 1938 furono preparate diversi tipi di uniforme mimetica di tipo Flecktarn. Adrian Weale dubita però del racconto di Berger.
Berger raggiunse il grado di Major der Reserve nella Wehrmacht nel 1938, anche se il suo grado iniziale dopo essersi unito alle Allgemeine-SS era SS-Standartenführer per il servizio prestato nelle SA. Berger giocò un ruolo chiave nella direzione della quinta colonna dei Sudetendeutsches Freikorps durante la crisi dei Sudeti in Cecoslovacchia nel 1938 e le capacità organizzative che dimostrò lo resero altamente adatto al ruolo di reclutatore delle SS.

## Capo dello SS-Hauptamt

### 1939-1940

#### Creazione delle Waffen-SS

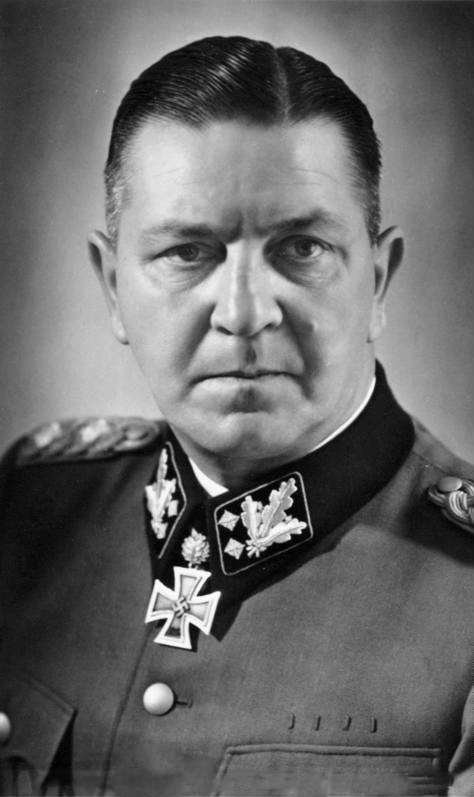
L'ispettore dei campi di concentramento, SS-Gruppenführer Theodor Eicke (raffigurato come SS-Obergruppenführer) fu nominato comandante della nuova SS-Division-Totenkopf, che fu formata utilizzando il personale della SS-TV.

Prima dello scoppio della seconda guerra mondiale, lo SS-HA era stato responsabile dell'organizzazione delle Allgemeine-SS. Dopo l'inizio della guerra, fu chiaro che i dipartimenti dello SS-HA che si occupavano della SS-Verfügungstruppe (truppe delle SS o SS-VT) avevano funzionato male. Durante l'invasione della Polonia, le carenze nell'organizzazione, nell'attrezzatura e nella preparazione erano diventate evidenti. Lo SS-HA, in particolare lo SS-Obergruppenführer August Heissmeyer, furono ritenuti responsabili e Heissmeyer presto lasciò il posto a Berger. Essendo a capo del reclutamento, Berger unificò il sistema di reclutamento per le tre principali organizzazioni delle SS, Allgemeine-SS, SS-VT e Polizia, e nell'agosto 1938 negoziò un accordo tra Himmler e il Reichsjugendführer (Leader della Gioventù del Reich) Baldur von Schirach che organizzò un rigido percorso di reclutamento per i giovani della Gioventù Hitleriana nelle SS.
Successivamente alla campagna di Polonia, Hitler approvò l'aumento delle truppe da combattimento delle SS a tre divisioni, oltre a portare lo LSSAH al rango di reggimento motorizzato. Per raggiungere questo obiettivo prima dell'inizio della prevista invasione della Francia e dei Paesi Bassi, Berger aveva bisogno di personale almeno parzialmente addestrato. Per raggiungere questo scopo, aggirò il primato di reclutamento della Wehrmacht trasferendo gli uomini dalle forze già sotto il controllo di Himmler, le SS-Totenkopfverbände (SS-TV) che gestivano i campi di concentramento e i rinforzi dell'Ordnungspolizei (Orpo), addestrati al combattimento. Aggiungendo questi uomini allo LSSAH e ai tre reggimenti esistenti dello SS-VT, ampliò la forza numerica fino all'obbiettivo approvato, includendo tra l'altro 50.000 rimpiazzi addestrati. Le tre nuove divisioni furono: la SS-Verfügungs-Division (in seguito nota come Das Reich) comandata dall'ispettore delle SS-VT, SS-Gruppenführer Paul Hausser; la divisione SS-Totenkopf comandata dall'ispettore dei campi di concentramento, SS-Gruppenführer Theodor Eicke; la Polizei-Division, comandata dallo SS-Gruppenführer und Generalleutnant der Polizei Karl Pfeffer-Wildenbruch. Questa rapida trasformazione fu teorica in misura significativa, poiché Eicke e la SS-TV continuarono a contrastare gli scambi di personale con la SS-VT.
Il fatto che Berger fosse riuscito a far espandere così rapidamente le truppe delle SS è stato un tributo alle sue capacità. Il 1º dicembre 1939 Himmler promosse Berger a capo dello SS-HA. Berger fu in larga misura il "padre" delle Waffen-SS, un termine da lui coniato il 2 marzo 1940. Usò questo nuovo termine per smussare l'attrito tra SS-VT e SS-TV, così da combinarle in nuove formazioni. La ritrovata autorità di Berger per le questioni del reclutamento delle SS irritò i capi dei distretti dell'Allgemeine-SS che in precedenza erano stati responsabili di questa funzione: questo problema giunse al suo apice quando il capo dello SS-Oberabschnitt Südwest, lo SS-Gruppenführer Kurt Kaul rifiutò di riconoscere l'autorità del delegato di Berger nel suo distretto, riferendosi a Berger come a un "costruttore di imperi di basso rango". La serie di lettere di Kaul inviate a Berlino non ebbe esito positivo, poiché il potere e l'influenza delle Allgemeine-SS diminuirono con lo scoppio della guerra e con la coscrizione dei molti membri della Wehrmacht nelle Waffen-SS e nella Polizia. Nel febbraio 1940, quando Kaul minacciò di arrestare il delegato di Berger nello SS-Oberabschnitt Südwest, Himmler intervenne personalmente affermando che "le conseguenze più spiacevoli" sarebbero ricadute su Kaul se non avesse fornito il suo sostegno a Berger e alla sua organizzazione di reclutamento. Kaul acconsentì e la supremazia di Berger nel reclutamento delle SS fu saldamente stabilita.

#### Le prime reclute "germaniche"

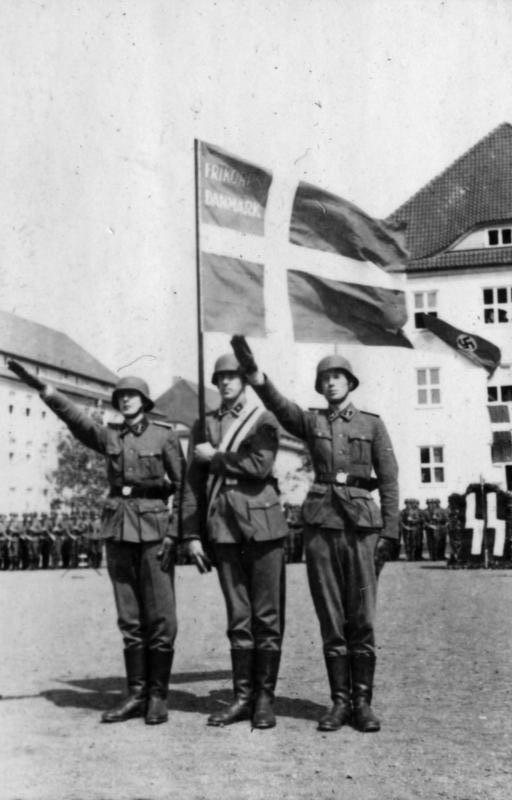
Reclute danesi in uniforme Waffen-SS nel 1941.

Nonostante avesse riportato questo successo, per riuscire a espandere le Waffen-SS Berger dovette negoziare con la Wehrmacht, ancora restia nei suoi confronti. All'inizio del 1940, Himmler e Berger furono battuti dal Generaloberst Wilhelm Keitel, a capo dell'Oberkommando der Wehrmacht (OKW), su una serie di questioni relative al reclutamento delle Waffen-SS, riflettendo la forte influenza che la Wehrmacht aveva ancora su Hitler. Il 20 aprile 1940 Berger fu promosso a SS-Brigadeführer. Secondo Berger, Himmler non aveva mai voluto che le Waffen-SS soppiantassero l'esercito e dopo la guerra intendeva ridurle a sette divisioni attive e cinque di riserva.
Berger consolidò la struttura di reclutamento in tutto il Reich, rispecchiando quella dell'esercito esistente, anche se la Wehrmacht, nonostante controllasse la leva, era disposta a concedere a Berger abbastanza reclute per mantenere le tre divisioni e lo LSSAH, pur non volendo consentire ogni ulteriore espansione. Per aggirare questo problema, Berger dovette guardare fuori dal Reich.
In quel momento, le Waffen-SS contavano poco meno di 125.000 persone, di cui più di 40.000 provenienti dall'Austria in seguito all'Anschluss e dalle altre regioni fuori dei confini della Germania pre-1933. Nell'aprile 1940, i tedeschi invasero e occuparono sia la Danimarca che la Norvegia, aprendo una fonte di reclute "nordiche", o "germaniche", che Berger si affrettò a sfruttare. Dopo l'invasione della Francia e dei Paesi Bassi, al reggimento SS-Nordland si aggiunse un nuovo reggimento olandese-belga-fiammingo, lo SS-Westland. Nello stesso momento in cui reclutavano per questi reggimenti "germanici", i delegati di Berger si concentravano anche sul reclutamento dei volontari di etnia tedesca provenienti dall'esterno del Reich, cioè quegli uomini non soggetti alla leva controllata dalla Wehrmacht.
A maggio furono reclutati più di 1.000 Volksdeutsche romeni con l'aiuto di Andreas Schmidt, genero di Berger e leader politico della comunità Volksdeutsche in Romania. Tre settimane dopo l'invasione del Belgio, Berger fu nominato presidente del DeVlag, il partito politico belga filo-nazista sponsorizzato dalla Germania. Berger lavorò anche per portare il Volksdeutsche jugoslavo sotto l'influenza delle SS, cosa che riuscì a ottenere sei mesi prima dell'invasione dell'Asse avvenuta nell'aprile 1941. Il lavoro di reclutamento di Berger presso le comunità fiamminga e croata fu facilitato dalla sua presidenza sia del Deutsche-Flämischen Studiengruppe che della Deutsche-Kroatischen Gesellschaft.

#### L'attrito con la Wehrmacht

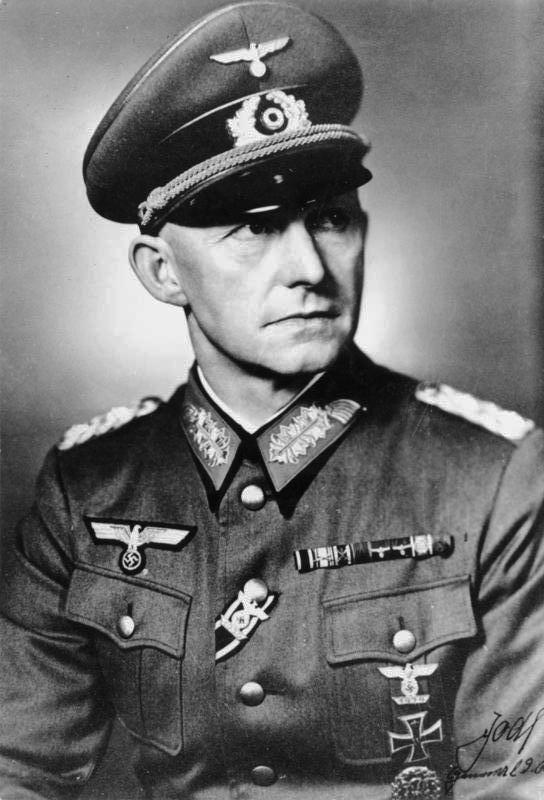
Il generale Alfred Jodl aveva una visione negativa della diversione di Berger di potenziali reclute della Wehrmacht verso le SS.

Entro la fine di maggio 1940 Berger arrivò alla quota autorizzata per le nuove reclute, anche se i suoi reclutatori continuavano a reclutare giovani per creare una riserva che potesse sostituire i molti riservisti anziani dell'Allgemeine-SS. Per integrare questo gruppo, Berger continuò anche a reclutare per i reggimenti della SS-TV e della Polizia che non erano sotto il controllo diretto della Wehrmacht ed erano ancora numericamente al di sotto delle forze approvate da Hitler. Ciò continuò a creare attriti tra la Wehrmacht e le SS, poiché le potenziali reclute della Wehrmacht furono trasferite alle forze sotto il controllo di Himmler. Berger deviò la manodopera dai gruppi di età più giovane e prese di mira anche le aree al di fuori del Reich non soggette al reclutamento della Wehrmacht.
L'evasione di Berger dalle regole per il reclutamento imposte dalla Wehrmacht giunse al culmine a giugno, quando il capo dell'OKW, Generalmajor Alfred Jodl, avviò un'indagine sulle operazioni di reclutamento delle SS all'interno del Reich. Il risultato fu il blocco di circa 15.000 arruolamenti nei vari distretti militari da parte della Wehrmacht. Berger venne a conoscenza dell'indagine di Jodl e informò Himmler che le stesse indagini avevano sottovalutato il suo successo, fornendo l'esempio per cui la Wehrmacht credeva di aver superato di 900 uomini la quota di giugno per la SS-Division-Totenkopf, quando in realtà la cifra reale era superiore di 1.164 uomini. Si vantò con Himmler di aver arruolato 15.000 uomini per la divisione SS-Totenkopf durante l'intera campagna di reclutamento, quando Hitler aveva autorizzato il reclutamento di soli 4.000 uomini nello stesso periodo. Per giustificare le sue azioni, Berger fece notare che, poco prima della resa francese, Hitler aveva ordinato il rilascio dei riservisti delle SS. Nella divisione SS-Totenkopf ciò valse 13.246 dei 20.000 effettivi della formazione.
Berger aveva avuto un notevole successo, nonostante gli ostacoli posti dalla Wehrmacht, avendo reclutato quasi 60.000 uomini per le Waffen-SS tra metà gennaio e fine giugno. Queste truppe fresche furono più che sufficienti per sostituire quelle rilasciate quando alla fine di luglio Himmler smobilitò diverse categorie di riservisti delle SS: Himmler sapeva che il futuro delle Waffen-SS era assicurato, infatti Hitler stava già programmando di invadere l'Unione Sovietica.

#### Riorganizzazione

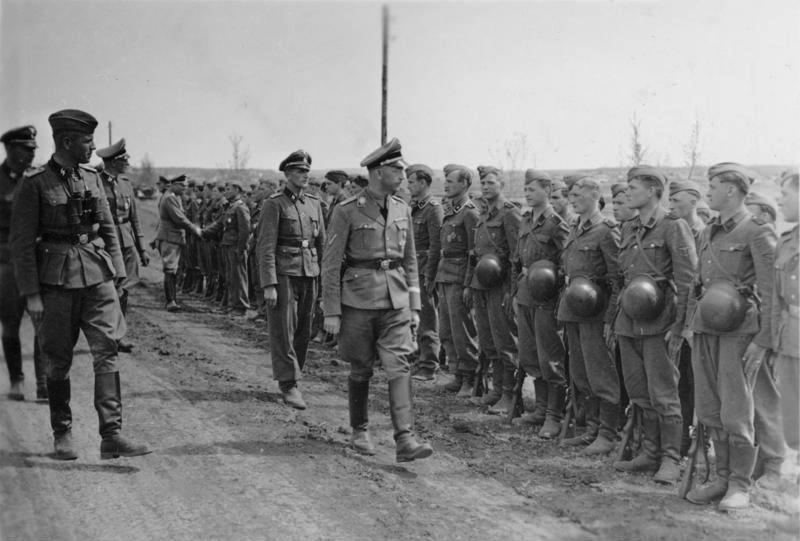
Himmler ispeziona la SS-Division Wiking nel settembre 1942. I reggimenti "germanici" SS-Nordland e SS-Westland erano stati utilizzati per la formazione della divisione alla fine del 1940.

Nell'agosto 1940, Berger riorganizzò lo SS-HA per concentrarsi al meglio sul reclutamento per le Waffen-SS, creando delle sezioni separate per occuparsi del reclutamento nel Reich. La sezione rivolta alle reclute provenienti dall'esterno del Reich si sviluppò dopo un briefing con il comandante dello SS-Führungshauptamt (SS-FHA) SS-Brigadeführer Hans Jüttner sulle aspettative di Hitler nei confronti delle Waffen- SS per l'imminente invasione dell'Unione Sovietica, inclusa la creazione di una quarta divisione e l'espansione dello LSSAH da trasformarsi in brigata motorizzata. Berger si rese conto da subito che le quote della Wehrmacht per le Waffen-SS sarebbero state inferiori al fabbisogno di almeno 6.000 unità all'anno.
Lo SS-HA di Berger aveva un rapporto problematico con lo SS-FHA, responsabile dell'organizzazione e dell'addestramento e dell'equipaggiamento delle Waffen-SS. Lo SS-FHA voleva che le Waffen-SS fossero un piccolo corpo d'élite, ma Berger e Himmler sapevano che Hitler aveva bisogno di quante più divisioni possibili, anche se ciò significò che alcune formazioni delle Waffen-SS sarebbero state di qualità inferiore. Gli sforzi iniziali di Jüttner per integrare le reclute dall'Europa occidentale e dalla Scandinavia furono inadeguati. Lo SS-FHA aveva prestato scarsa attenzione anche al mantenimento dei ranghi per gli ex membri delle forze armate nazionali, ai collegamenti con i territori di origine e persino alla posta.
Il rapporto ben documentato inviato da Berger a Himmler su questi fallimenti fu schiacciante, il Reichsführer-SS emanò delle istruzioni dettagliate sulla gestione di queste nuove reclute, fin dal momento in cui si unirono alle Waffen-SS: le critiche di Berger a Jüttner devono essere considerate alla luce dei vantaggi che Berger ritenesse avrebbe ottenuto se la posizione di Jüttner nei confronti di Himmler si fosse indebolita.
Una delle fonti ovvie per le Waffen-SS erano i quasi 40.000 soldati dei reggimenti SS-TV, cioè i giovani al di sotto dell'età minima di arruolamento per la Wehrmacht così come i più anziani riservisti dell'Allgemeine-SS. Questi reggimenti furono sotto il controllo di Himmler, schierati nell'Europa occupata come polizia politica con funzioni di sicurezza alla pari delle capacità dell'Orpo. Alla fine del 1940, al fine di garantire che le istruzioni di Himmler fossero eseguite, Berger istituì un campo speciale a Sennheim, dove le reclute tedesche non appartenenti al Reich potevano essere indottrinate ideologicamente ancor prima delle Waffen-SS. Questo tentativo cercò di rispondere alle preoccupazioni di alcuni comandanti sulla qualità di queste reclute e sulla loro capacità di essere integrate in unità composte principalmente da tedeschi del Reich. Le reclute inviate in questo campo includevano il Volksdeutsche, ma anche danesi, norvegesi, olandesi e fiamminghi. Berger creò anche una rete di uffici per garantire il benessere delle famiglie di tali reclute, influenzare le comunità locali per sostenere il reclutamento delle Waffen-SS e preparare le potenziali reclute per l'indottrinamento. Queste attività incontrarono una forte resistenza da parte dello Hauptamt Volksdeutsche Mittelstelle (VoMi), il braccio del partito nazista responsabile della guida delle comunità etniche tedesche al di fuori del Reich. Himmler, scontento del lavoro del VoMi nel sostenere il reclutamento delle SS, non abolì il VoMi, ma autorizzò semplicemente Berger ad aggirarlo.
Entro la fine del 1940, le divisioni SS-Nordland e SS-Westland erano diventate la base per la formazione di una quarta divisione, la SS-Division Wiking. Cercando un'altra fonte di reclute, Berger ebbe l'idea di arruolare i criminali condannati e concentrarli nel Sonderkommando Dirlewanger. Dirlewanger era tornato dalla Spagna ed era stato reintegrato come SS-Standartenfuhrer der Reserve nell'Allgemeine-SS su consiglio di Berger. Nel settembre 1940, l'unità di Dirlewanger fu schierata nella Polonia occupata, dove stabilì le posizioni difensive e fornì le guardie a un campo di lavoro ebraico.

### 1941
Nel marzo 1941, Berger fondò il Germanische Leitstelle, ufficio responsabile del reclutamento di uomini "germanici" per le Waffen-SS, del campo di Sennheim e anche della rete di uffici per il reclutamento già stabiliti in tutta l'Europa occupata, divenendo così un dipartimento separato dello SS-HA, con sezioni separate per il comando, il reclutamento e l'istruzione, e anche sei sottosezioni regionali.
Dopo la campagna balcanica dell'aprile 1941, lo LSSAH fu ampliato fino a diventare una forza di divisione e, in seguito all'inizio dell'invasione dell'Unione Sovietica, fu formata la SS-Division Nord, una sesta divisione Waffen-SS da quattro reggimenti delle ex "SS-Totenkopf" tutti rinominati reggimenti di "fanteria delle SS". Queste nuove divisioni avevano una forza iniziale pari solo a due terzi delle divisioni originarie. La Polizei-Division diventò SS-Polizei-Division. Le aspettative sulla rete di reclutamento di Berger continuavano ad aumentare, proprio mentre le vittime cominciavano ad aumentare seriamente.

#### Gli europei occidentali
All'inizio di aprile 1941, Hitler aveva acconsentito alla creazione dello SS-Freiwilligenstandarte Nordwest, con una forza autorizzata di 2.500 uomini reclutati dalle Fiandre e dai Paesi Bassi. Questa formazione trasse vantaggio dalla spinta per una regione autonoma fiammingo-olandese all'interno del Reich. Importanti sostenitori di tale unione furono Anton Mussert, del Movimento Nazionalsocialista nei Paesi Bassi, e Staf De Clercq della Lega Nazionale Fiamminga. In questo modo, Berger stava sfruttando Mussert e De Clerq, perché in realtà stava lavorando per l'idea di Hitler di incorporare le Fiandre e la Vallonia nel Reich come due Gau distinti e non come un'entità autonoma unificata.
Alla fine di aprile, Himmler ordinò a Berger di ottenere 20.000 nuove reclute per le Waffen-SS entro la fine di maggio. Con l'autorizzazione di Hitler, le quote di reclutamento furono tolte alla Wehrmacht consentendo così a Berger sostanzialmente campo libero per un tempo limitato. Fuorviando le nuove reclute sulla durata del loro obbligo di servizio, arruolò 22.361 nuove truppe entro il 29 maggio, molte delle quali avevano solo 18 anni. Per raggiungere l'obiettivo di Himmler, Berger aveva anche richiamato i membri idonei delle Allgemeine-SS e intensificò gli sforzi per reclutare gli europei occidentali raggiungendo però solo 2.000 unità. In totale 400 veterani di combattimento finlandesi si offrirono volontari per unirsi alle Waffen-SS in questo periodo e furono inviati a unirsi alla SS-Division Wiking.

#### Le "legioni nazionali"
Nel giugno 1941, subito dopo l'inizio dell'operazione Barbarossa, Hitler decretò che le Waffen-SS potessero reclutare gli stranieri per il servizio necessario sul fronte orientale. Voleva che fosse reclutata una legione da ciascuno dei paesi occupati dell'Europa occidentale, ma Himmler era interessato solo a reclutare persone "germaniche" nelle Waffen-SS. Himmler decise che c'erano un gran numero di potenziali reclute filo-tedesche e nazionaliste disponibili dalle razze "germaniche" nei paesi occupati e ordinò a Berger di esplorare questa fonte di manodopera. Come risultato della decisione di Himmler, alla Wehrmacht fu permesso di reclutare francesi, spagnoli e croati, mentre olandesi, fiamminghi, svedesi, norvegesi e danesi erano dominio di Berger.
Le "legioni nazionali" contavano 1.000 soldati ciascuna, tranne la legione olandese, che aveva una forza di 2.000 soldati. Nel novembre 1941, la legione olandese e la legione fiamminga completarono l'addestramento della fanteria leggera e furono inviate per unirsi alla 2ª brigata di fanteria delle SS (successivamente 19. Waffen-Grenadier-Division der SS) sul fronte di Leningrado. Sebbene queste truppe prestassero giuramento personale a Hitler e fossero soggette alle norme e ai regolamenti delle SS, non erano membri delle SS effettivi e indossavano i simboli nazionali al posto delle rune. Berger arrivò addirittura a raccomandare a Himmler che i fiamminghi non fossero più trattati come stranieri ma che venisse loro concesso il pieno diritto di cittadinanza alla pari dei tedeschi.
L'idea di avere delle "legioni nazionali" non fu gestita al meglio, alcune reclute furono indotte con l'inganno ad arruolarsi e molte delle nuove reclute furono maltrattate dai loro istruttori tedeschi. Una volta che la notizia raggiunse i loro territori d'origine, il flusso di volontari filo-tedeschi si esaurì. Le SS-FHA non riuscirono a mantenere gli impegni assunti nei confronti degli uomini delle "legioni nazionali" al momento dell'arruolamento e, insieme ai maltrattamenti e agli abusi da parte dei loro istruttori tedeschi, ciò ebbe un impatto negativo sul morale e sulla situazione più in generale, infatti le "legioni nazionali" non si ripresero mai del tutto nonostante l'intervento diretto di Himmler. A causa dell'espansione dei diritti di reclutamento delle SS nelle aree esterne al Reich e dell'incapacità della Wehrmacht di sfruttare le opportunità di reclutamento offerte, molte unità delle "legioni nazionali" reclutate dalla Wehrmacht furono trasferite alle Waffen-SS.

#### La divisione Volksdeutsche

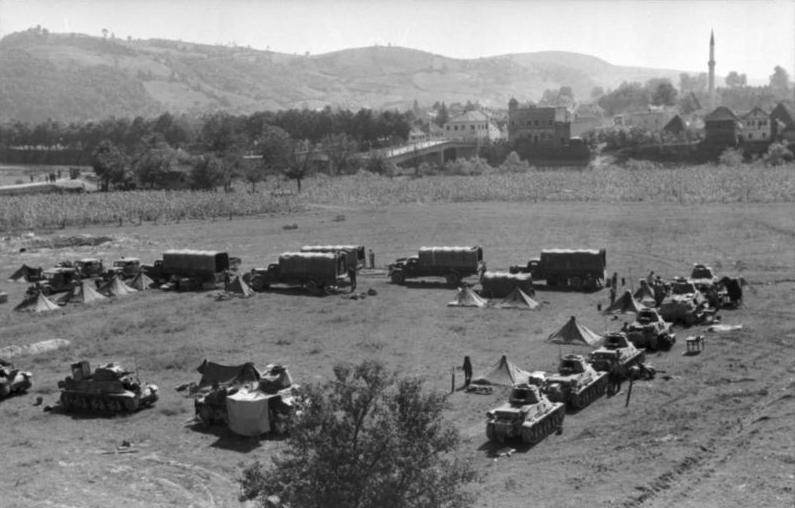
La 7ª Divisione "Prinz Eugen" accampata alla periferia di una città bosniaca.

Incoraggiato dal successo ottenuto in Romania nel 1940, Berger propose a Himmler che il successivo reclutamento fosse rivolto al Volksdeutsche presente in Romania, Ungheria e Jugoslavia, che complessivamente contava circa 1,5 milioni di tedeschi etnici. Si poté fare poco per portare avanti questa proposta fino alla metà del 1941, momento in cui la Jugoslavia fu invasa dalle forze dell'Asse e la Romania e l'Ungheria aderirono al patto. Immediatamente dopo la fulminea sconfitta della Jugoslavia nell'aprile 1941, Hausser fu costretto ad accettare il Volksdeutsche jugoslavo nella sua nuova SS-Division-Reich, ancor prima che fosse pronta per l'Operazione Barbarossa. Sulla via del ritorno in Germania dalla Jugoslavia, Hausser passò dalla Romania e raccolse altri 600 volontari di etnia tedesca usciti dal paese clandestinamente.
Non contento dello sforzo, Berger propose di formare una settima divisione Waffen-SS tra i tedeschi di etnia jugoslava. Entro la fine del 1941, di fronte alla rivolta guidata dai partigiani jugoslavi, Hitler autorizzò la formazione della divisione SS-Freiwilligen Prinz Eugen. Doveva essere la prima di molte divisioni "straniere" che avrebbero cambiato radicalmente la composizione delle Waffen-SS durante la guerra: questa divisione fu formata attingendo al Selbstschutz esistente, già controllato dalle SS e composta dai tedeschi etnici del Banato, ma Berger interpretò erroneamente la volontà dell'etnia tedesca locale nell'offrirsi volontaria per il servizio militare fuori dalla propria patria. I reclutatori inizialmente faticarono ad attirare i volontari, arrivando anche a sfruttare la coercizione, alla fine il Banato fu posto sotto la sovranità tedesca e Himmler approvò la coscrizione sulla base di una legge del 1872, la Tiroler Landsturmordnung.

### 1942
Il 29 gennaio 1942, per ordine di Himmler l'unità di Dirlewanger diventò SS-Sonderkommando Dirlewanger, incorporata formalmente nelle Waffen-SS. Nello stesso anno, quando un giudice delle SS emise un mandato di arresto per Dirlewanger in risposta alle operazioni anti-partigiane della sua unità, il capo delle SS-HA intervenne con Himmler affermando:"Meglio sparare a due polacchi di troppo che a uno di meno. Un paese selvaggio non può essere governato in modo decente."

#### Legioni baltiche
Nelle settimane successive all'invasione dell'Unione Sovietica, le formazioni di Berger iniziarono a reclutare i volontari baltici per le unità di polizia delle SS, dando vita a diversi battaglioni di sicurezza di volontari lettoni ed estoni. Anche la Wehrmacht reclutò otto battaglioni estoni. Questo approccio separato al reclutamento nella regione baltica continuò nel 1942, con alcune unità decimate dai combattimenti in prima linea. Nel maggio dello stesso anno, Berger decise di sfruttare i nazionalisti baltici per arrivare al numero di reclute necessarie alle Waffen-SS. Himmler fu cauto sulla sua proposta iniziale, ma quando le vittime iniziarono ad aumentare nel 1942, cambiò idea e approvò la formazione di una legione estone delle Waffen-SS. Nonostante le perplessità iniziali, anche Berger propose la formazione di una legione lettone, approvata alla fine del 1942.

#### Reclutamento successivo nel Volksdeutsche

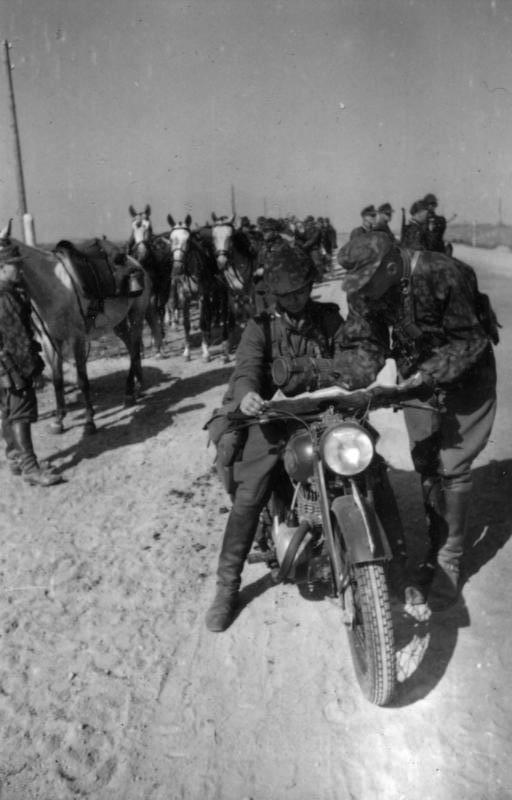
Alla fine del 1942, la Brigata di Cavalleria delle SS fu utilizzata per formare la Divisione di Cavalleria delle SS.

Fino al febbraio 1942 le Waffen-SS avevano subito oltre 43.000 perdite, in particolare nella battaglia di Mosca e Berger dovette sostituirle. Per raggiungere questo scopo, rivolse la sua attenzione al Volksdeutsche ungherese. Attraverso un accordo con l'esercito reale ungherese, i suoi reclutatori arruolarono più di 16.500 nuove reclute di etnia tedesca tra marzo e maggio 1942. Mentre questa campagna era ancora in corso, il 20 aprile 1942 Berger fu promosso a SS-Gruppenführer. Fu questo il momento in cui si vide una differenza significativa tra la leadership ideologica delle SS e l'indottrinamento marziale condotto dall'esercito tedesco. Nel settembre 1942, lo SS-FHA si lamentò aspramente dei reclutatori di Berger, affermando che molte delle reclute erano inadatte dal punto di vista medico, che erano state costrette o indotte con l'inganno ad arruolarsi, o che erano in realtà di etnia ungherese. Verso la fine del 1942, altri Volksdeutsche del Banato e della Romania furono combinati con la Brigata di cavalleria delle SS per dare vita alla 8. SS-Kavallerie-Division "Florian Geyer". Il 24 novembre 1942, il capo della Gestapo, Heinrich Müller, informò Himmler della proposta ricevuta da Berger secondo cui una divisione delle SS ungheresi poteva essere finanziata vendendo i permessi di emigrazione agli ebrei slovacchi.

#### Le "Legione nazionali"
Le "Legione nazionali" furono assegnate alle Waffen-SS e combatterono sul fronte orientale nel 1942 e all'inizio del 1943. Incapaci di compensare le perdite subite, la maggior parte dei sopravvissuti furono incorporati nella 11. SS Freiwilligen-Panzergrenadier-Division "Nordland". I tre reggimenti della nuova divisione furono formati utilizzando i sopravvissuti del Freikorps Danemark, della Legion Niederlande e della Legion Norwegen, integrati con i trasferimenti dalla SS-Division Wiking, con le nuove reclute dai paesi occupati dell'Europa occidentale e dai tedeschi del Reich. La Legion Flandern fu smembrata e utilizzata come riserva nelle numerose formazioni Waffen-SS.
Mentre Weale afferma che erano motivate principalmente dall'anticomunismo, lo storico George C. Stein osserva che, in realtà, poche delle reclute della "Legione nazionale" erano motivate da un reale "idealismo politico o ideologico" ma erano invece motivate da fattori come il desiderio di avventura, la disponibilità di cibo migliore, il prestigio dell'uniforme e le singole circostanze personali. Secondo Stein, Berger non si fece illusioni sulle motivazioni delle sue reclute dell'Europa occidentale, ma sostenne l'idea che si unissero alla causa "anticomunista" per idealismo. Circa 25.000 olandesi, 5.000 danesi e 3.900 norvegesi prestarono servizio nelle Waffen-SS. Tuttavia, dalla metà del 1942 in poi, le Waffen-SS dovettero affrontare crescenti difficoltà con queste reclute "germaniche", soprattutto a causa della politica di integrarle in formazioni "pan-germaniche" come la SS-Division Wiking: ad esempio, le reclute norvegesi iniziarono a richiedere il loro rilascio dal servizio e, all'inizio del 1943, quasi l'intero battaglione finlandese della divisione chiese di essere rilasciato dai loro obblighi di servizio.

### 1943

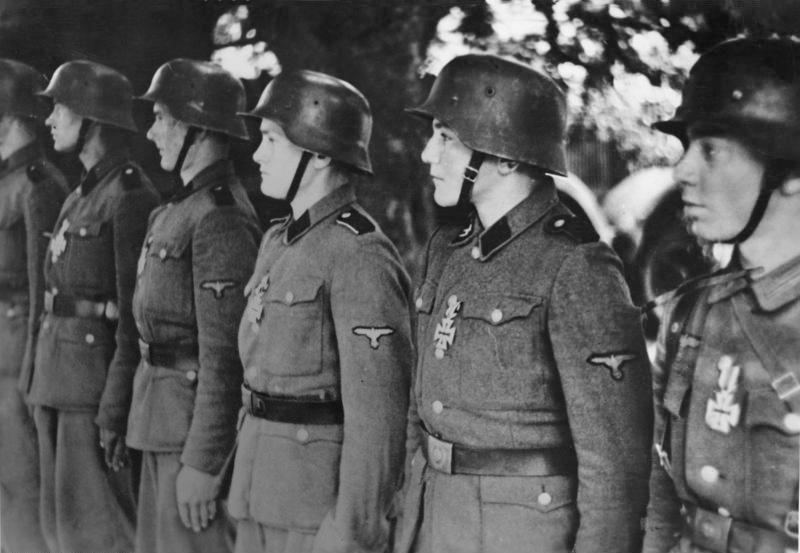
Giovani soldati della 12. SS-Panzer-Division "Hitlerjugend" ricevono la Croce di Ferro.

Nel novembre 1942 furono emessi degli ordini per la conversione delle divisioni LSSAH, Das Reich e Totenkopf in divisioni Panzergrenadier, e il mese successivo Hitler ordinò la formazione di altre due divisioni panzergrenadier, le prime nuove divisioni Waffen-SS create dal 1940: la Hohenstaufen e la Frundsberg.
Dal momento in cui assunse la carica nelle SS-HA, Berger aveva compiuto notevoli sforzi per aumentare la formazione ideologica del personale delle Waffen-SS. Nel febbraio 1943, sulla scia delle perdite tedesche subite a Stalingrado, Berger disse nuovamente a Himmler che le SS avevano bisogno di una formazione ideologica più forte. Di conseguenza, lo SS-HA pubblicò una serie di opuscoli sull'ideologia razziale, tra cui Der Untermensch, che descriveva alcuni popoli come spiritualmente e mentalmente inferiori agli animali. Himmler e Berger ospitarono anche i rappresentanti della Wehrmacht desiderosi di apprendere l'indottrinamento ideologico dall'esperienza delle SS. Il 13 febbraio, a seguito di un approccio del Reichsjugendführer (leader della gioventù hitleriana) Artur Axmann per una nuova divisione Waffen-SS da reclutare, a Berger e Axmann fu riferito che l'idea era stata già approvata da Hitler e che avrebbero potuto iniziarne la pianificazione. Berger implorò Himmler di nominarlo comandante di questa nuova divisione, ma il Reichsführer esitò, rispondendo di non essere impaziente. Sempre a febbraio, Berger si lamentò con Himmler del fatto che la dispersione dei volontari "germanici" in tutte le Waffen-SS stava avendo degli effetti negativi significativi sul reclutamento nei paesi occupati. Nel marzo 1943, anche la Wiking fu promossa a divisione panzergrenadier.
In aprile, le perdite a Stalingrado e in Tunisia permisero a Berger di reclutare i lavoratori stranieri nel Reich nonostante le obiezioni di Albert Speer, ministro degli armamenti e della produzione bellica. Ad agosto aveva reclutato 8.105 lavoratori e in 3.154 avevano già completato la selezione per le Waffen-SS. A giugno, Berger fu promosso a SS-Obergruppenführer und General der Waffen-SS, e più tardi nello stesso mese fu ufficialmente attivata la nuova divisione 12. SS-Panzer-Division "Hitlerjugend".
Il 5 luglio 1943 Berger ricevette la Croce tedesca in argento. Entro la fine del 1942, le SS "germaniche" erano state integrate nella Allgemeine-SS e Berger elaborò un distintivo apposito per premiare l'abilità sportiva: il risultato fu il Distintivo sportivo delle SA, approvato da Himmler il 1º agosto 1943, si ritiene che ne furono effettivamente assegnate meno di 200.
Nel novembre 1943, quando le autorità lettoni installate dai tedeschi minacciarono di dimettersi per la coscrizione, Berger suggerì che fossero portati in un campo di concentramento. Entro la fine del 1943, le ex "legioni nazionali" erano state notevolmente ampliate. Il reggimento olandese della SS-Panzergrenadierdivision Nordland fu utilizzato per formare una SS-Panzergrenadierbrigade Nederland indipendente, e un contingente fiammingo rinnovato fu assemblato nella SS-Freiwilligen-Sturmbrigade Langemarck. La Wehrmacht rinunciò anche al suo reggimento di volontari francesi e alla legione vallona, che diventarono la 33. Waffen-Grenadier-Division der SS "Charlemagne" e la 28. SS-Freiwilligen-Grenadier-Division der SS "Wallonien". Alla fine della guerra, a tutte queste formazioni fu assegnato lo status di divisione nelle Waffen-SS, nonostante il fatto che non fossero mai cresciute numericamente per superare la forza di una brigata. In relazione a queste reclute, Berger osservò cinicamente:"Per ogni soldato nato all'estero che muore, nessuna madre tedesca piange". Nell'agosto 1943, la crisi del progetto "germanico" era evidente, con Berger che osservava:"Siamo giunti alla fine delle nostre forze nei paesi germanici".
Le lamentele dello SS-FHA sulla qualità delle reclute del Volksdeutsche non hanno avuto alcun effetto sull'approccio di Berger. Continuò a concludere accordi con l'Ungheria e la Romania, impose ai regimi fantoccio dello Stato indipendente di Croazia e dello Stato slovacco di autorizzare effettivamente la coscrizione illimitata dei tedeschi di etnia tedesca in quei territori. Nel territorio della Serbia occupato dai tedeschi, nel Governatorato Generale e in parte dell'Unione Sovietica, i tedeschi furono arruolati nelle Waffen-SS nello stesso modo arbitrario in cui i tedeschi del Reich furono arruolati dalla Wehrmacht. Alla fine del 1943, un quarto della forza delle Waffen-SS era composta dal Volksdeutsche.

#### Le divisioni baltiche

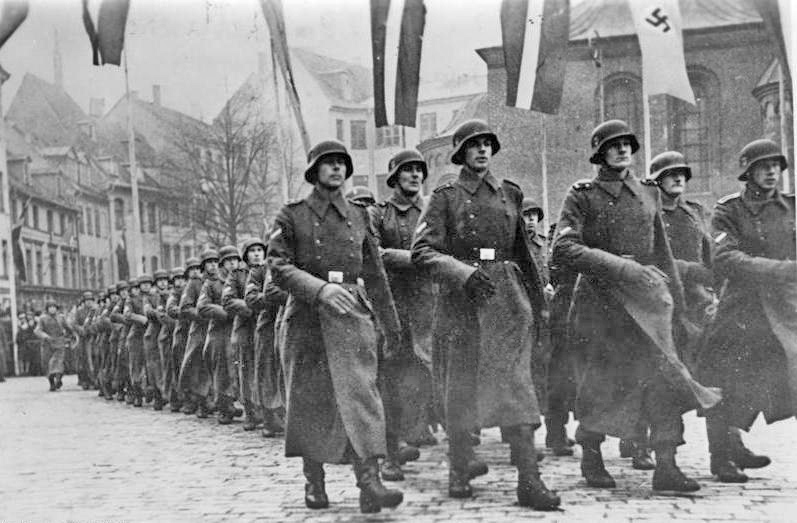
La Legione Lettone in marcia alla fine del 1943.

Prima che una delle legioni baltiche potesse completare l'addestramento fu deciso di unire le legioni baltiche in formazioni più grandi, scelta dettata dalle pesanti perdite subite dalle legioni sul fronte orientale. Ciò diede vita alla Estnische SS-Freiwilligen Brigade, composta dalla Legione estone e da altri elementi della 1ª Brigata di fanteria delle SS e dalla Lettische SS-Freiwilligen Brigade, formata attorno alla Legione lettone e alla 2ª Brigata di fanteria delle SS.
Le origini di molti degli uomini delle due brigate di fanteria delle SS erano tedesche del Reich o del Volksdeutsche. Non molto tempo dopo, le due nuove brigate di volontari furono impegnate in battaglia e promosse allo status di divisione. Fu autorizzata una terza divisione baltica utilizzando la manodopera dei battaglioni di sicurezza lettoni. Per equipaggiare e mantenere queste tre nuove divisioni, Himmler ordinò la coscrizione degli uomini estoni e lettoni e rese responsabili del servizio tutti gli ex ufficiali e sottufficiali dell'esercito estone.
Nel 1944, le Waffen-SS includevano tre divisioni, vale a dire la 15. Waffen-Grenadier-Division der SS (lettische Nr.1), la 19. Waffen Grenadier Division der SS (lettische Nr. 2) e la 20. Waffen-Grenadier-Division der SS (estnische Nr. 1). Le due divisioni lettoni furono successivamente riunite nel VI SS-Freiwilligen-Armeekorps (lettisches), tutte e tre le divisioni combatterono contro l'Armata Rossa sovietica in difesa delle loro terre d'origine nel 1944 e furono costrette alla resa o distrutte nei successivi combattimenti altrove.

#### Le divisioni musulmane dei Balcani

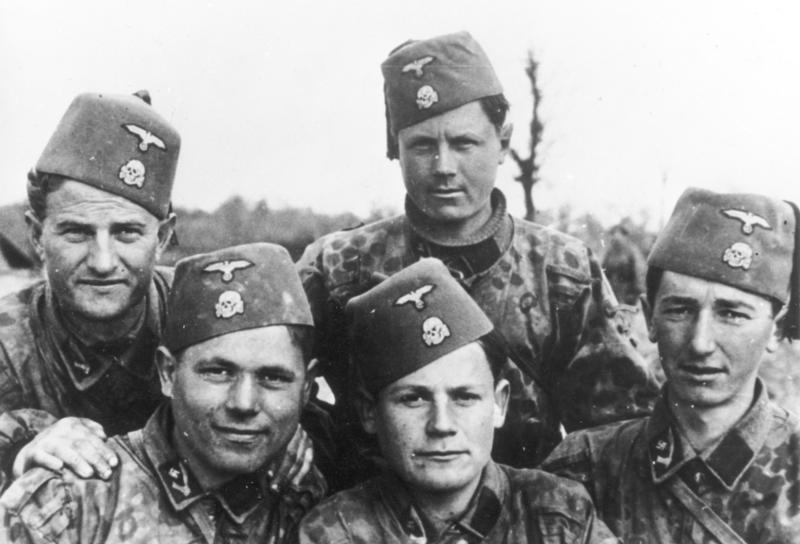
Berger contribuì al reclutamento dei musulmani bosniaci per la divisione Handschar nel 1943.

Nel febbraio 1943, gli ideali di purezza razziale di Himmler rispetto alle Waffen-SS erano stati significativamente sminuiti. La prima divisione formata dai reclutatori di Berger fu chiaramente fuori dalle restrizioni razziali ed etniche delle Waffen-SS, tanto che utilizzò la manodopera proveniente dalla comunità musulmana in Bosnia. La 13. Waffen-Gebirgs-Division der SS "Handschar" (kroatische Nr. 1) entrò in azione per la prima volta nel febbraio 1944 soprattutto al di fuori della sua area nella Bosnia orientale. Sebbene ottenne dei successi e si dimostrò competente nelle operazioni di controinsurrezione contro i partigiani nella Bosnia orientale, la divisione si guadagnò la reputazione per la sua brutalità e ferocia, non solo durante le operazioni di combattimento, ma anche attraverso le atrocità commesse contro i civili serbi ed ebrei nella zona di sicurezza. Le rappresaglie nella Bosnia settentrionale e orientale provocarono la morte di molte centinaia e forse di diverse migliaia di civili serbi entro la primavera e l'estate del 1944.
Durante il 1944 furono create altre due divisioni musulmane, la 21. Waffen-Gebirgs-Division der SS "Skanderbeg" composta da albanesi kosovari e la 23. Waffen-Gebirgs-Division der SS "Kama" (kroatische Nr. 2) composta da musulmani bosniaci. Nessuna di queste divisioni ebbe un significativo valore in combattimento e tutte e tre le divisioni musulmane furono sciolte prima della fine del 1944.

#### La divisione ucraina
Contemporaneamente all’esperimento musulmano balcanico, furono create delle divisioni composte da uomini ucraini, russi e ungheresi, dimostrando così che l’esclusività razziale non era più un requisito necessario per l'ingresso nelle Waffen-SS. Nell'aprile 1943 iniziò una campagna di reclutamento tra gli ucraini del Governatorato Generale, gli stessi nazionalisti ucraini definiti da Himmler come "subumani" solo qualche mese prima. La divisione risultante fu la 14. Waffen-Grenadier-Division der SS. Dopo un breve periodo di combattimenti disperati a metà del 1944 durante l'offensiva sovietica Lvov-Sandomierz, solo in 3.000 sfuggirono all'accerchiamento e alla distruzione su una forza originaria di 14.000 soldati. Le prestazioni della divisione in combattimento furono scarse e non fu mai più impiegata in azione.

### 1944

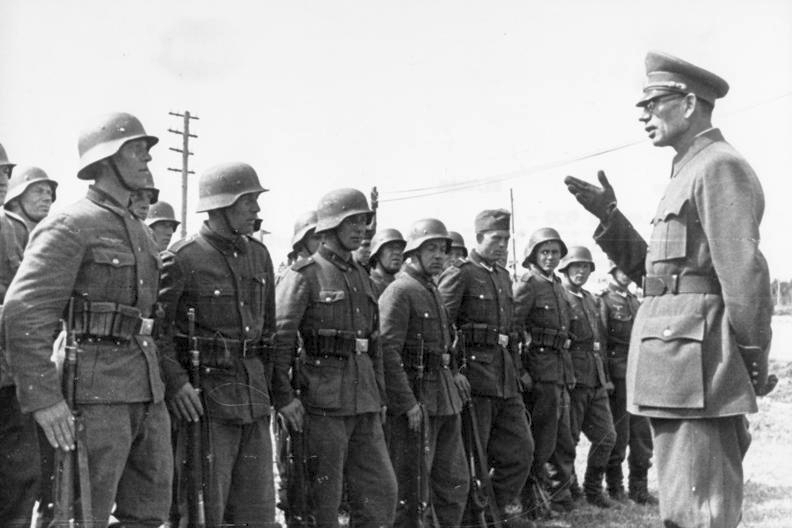
I soldati della 29ª Waffen Grenadier delle SS furono consegnati all'Esercito russo di liberazione di Andrey Vlasov.

All'inizio del 1944, le SS ordinarono ai governi dell'Ungheria e dello Stato slovacco di trasferire alle Waffen-SS tutti i Volksdeutsche in servizio nelle loro forze armate e cioè altri 50.000 soldati. Nel 1944, Berger tenne un discorso in cui sostenne l'idea di un "Reich germanico" che includesse tutti i paesi con popolazioni germaniche o nordiche:"Da quando le Schutzstaffel sono state rilevate dal Reichsführer-SS nel 1929, il suo obiettivo a lungo termine è stato il Reich germanico. Questo obiettivo inevitabilmente fa parte della pretesa delle SS di essere una formazione di uomini nordici. Non può essere ostacolato da confini tracciati artificialmente".
Berger fu anche preoccupato che le SS stessero perdendo il loro precedente dominio sulle questioni ideologiche, poiché la Wehrmacht aveva ampiamente abbracciato l'ideologia delle SS. Questa riduzione del divario ideologico tra le Waffen-SS e l'esercito fu motivo di notevole preoccupazione per i leader delle SS come Berger, poiché minava la legittimità stessa delle SS come unità leader del progetto nazista. L'approccio avuto in precedenza nel Governatorato Generale fu ripetuto a metà del 1944 per colpa delle crescenti perdite dovute alle offensive sovietiche. Le unità formate da russi e ucraini furono combinate per creare altre due divisioni, la 29. Waffen-Grenadier-Division der SS "RONA" (russische Nr. 1) e la 30. Waffen-Grenadier-Division der SS (russische Nr. 2). Nessuna di queste due divisioni raggiunse però la dimensione di reggimento. La prima divisione fu consegnata all'Esercito russo di liberazione di Andrej Vlasov prima di entrare in combattimento, e la seconda vide l'azione sul fronte occidentale alla fine del 1944 prima di essere ricostituita come nuova brigata nel marzo 1945. Anch'essa non vide più nessuna azione al fronte.
Verso la fine del 1944, sempre più formazioni dell'Europa orientale furono rapidamente formate dai reclutatori di Berger o convertite dalle unità più piccole esistenti. Queste includevano la 25. Waffen-Grenadier-Division der SS "Hunyadi" (ungarische Nr.1), la 26. Waffen-Grenadier-Division der SS (ungarische Nr. 2), la 31. SS-Freiwilligen-Grenadier-Division e una serie di formazioni più piccole a livello di brigata e di reggimento. Anche diverse unità cosacche furono trasferite dalla Wehrmacht, come pure venne ampliato il Sonderkommando Dirlewanger, assumendo i prigionieri di guerra russi per aumentarne il numero.

## Attività in tempo di guerra

### Territori orientali
Nel luglio 1942, Berger fu nominato ufficiale di collegamento di Himmler con il Ministro del Reich per i Territori occupati dell'Est, Alfred Rosenberg. Per rafforzare la sua posizione presso Himmler, Rosenberg fu disposto a nominare Berger come suo secondo segretario di stato, ma Hitler non lo permise. Il 10 agosto 1943, Berger convinse Rosenberg a nominarlo capo per le operazioni politiche nei territori orientali occupati: Himmler desiderava da tempo che tali responsabilità fossero affidate alle SS e questa nomina significava che Berger avrebbe potuto risolvere qualsiasi resistenza al dominio delle SS sull'economia e sulla popolazione dell'est occupato. La nomina entrò in vigore il 10 agosto 1943 e durò fino al gennaio 1945. In questo ruolo, Berger propose un piano per rapire e schiavizzare 50.000 bambini dell'Europa orientale di età compresa tra 10 e 14 anni, con il nome in codice Heuaktion. Il 14 giugno 1944 Rosenberg emanò gli ordini per l'attuazione dell'idea di Berger.

### Prigionieri di guerra

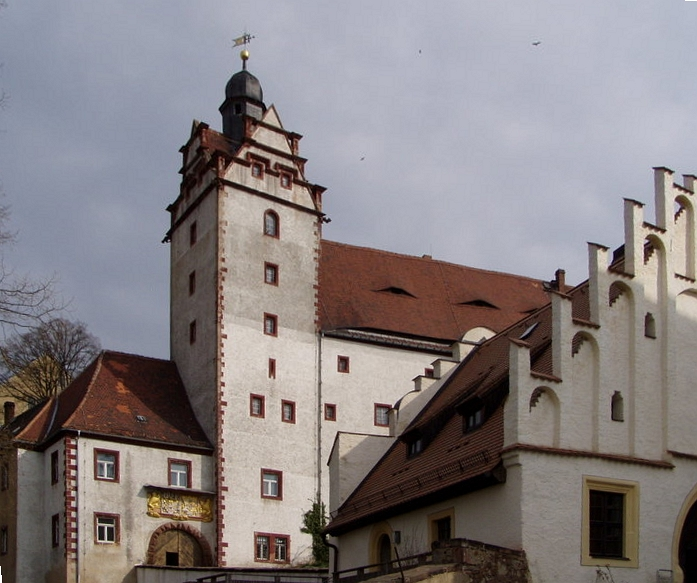
Castello di Colditz, dove furono tenuti i Prominente finché non furono consegnati agli americani per ordine di Berger.

Il 20 luglio 1944 la responsabilità dell'amministrazione dei campi di prigionia tedeschi fu trasferita a Berger, dopo il fallito attentato a Hitler, quando il Führer si rivolse al suo "fedele Heinrich" per guidare l'Ersatzheer, la riserva dell'esercito, e il capo delle SS delegò rapidamente la responsabilità a Berger.
A settembre, la responsabilità fu formalmente trasferita a Himmler, Berger non agì per integrare le sue nuove responsabilità nella burocrazia delle SS e anzi permise che i campi rimanessero com’erano, con lo stesso personale e gli stessi regolamenti esistenti da seguire. Dopo la guerra, Berger affermò di essere stato riluttante ad assumersi questa nuova responsabilità e di averlo riferito a Hitler. Affermò anche che Hitler gli aveva detto di distruggere le forniture già presenti della Croce Rossa, di fermare le ispezioni e di bloccare l'arrivo di ulteriori forniture della Croce Rossa ai campi. Inoltre, affermò che Hitler avrebbe voluto più sparatorie di prigionieri di guerra e punizioni più dure nei campi. Berger aveva tranquillamente evitato di eseguire questi ordini e si era persino opposto al piano della Luftwaffe di stabilire dei centri di prigionia nelle principali città, usando i prigionieri di guerra come scudi umani contro i raid aerei.
Gli autori John Nichol e Tony Rennell hanno osservato che nessuna di queste affermazioni è mai stata verificata ma alcune testimonianze divergono dalle affermazioni di Berger e conclusero che la maggior parte, se non tutte, le affermazioni di Berger riguardo alle sue azioni in favore dei prigionieri di guerra sono "incredibili", notando che non riferì nessuna di queste affermazioni durante il processo di Norimberga dopo la guerra o nella sua autobiografia. Una delle poche affermazioni che è stata in una certa misura verificata riguarda il suo operato per proteggere il cosiddetto Prominente, un gruppo di prigionieri di guerra di alto rango o di particolare importanza trattenuti nel castello di Colditz fino al 13 aprile 1945: erano presenti 21 persone nel Prominente, tra cui il visconte Lascelles e John Elphinstone, entrambi nipoti del re Giorgio VI, e Giles Romilly, nipote del primo ministro britannico Winston Churchill.
Berger fece in modo che venissero evacuati e consegnati all'esercito statunitense in avanzata: in tal modo Berger disobbedì all'ordine diretto di Hitler di giustiziarli, questa azione contribuì successivamente ad accorciare la sua pena detentiva contro l'accusa per crimini di guerra.

### Rivolta slovacca
Il 23 agosto 1944 scoppiò una rivolta contro il governo fantoccio tedesco in Slovacchia. La rivolta ebbe il suo centro a Banská Bystrica, guidata da diversi ex membri del governo e comprendente alcuni elementi dell'esercito slovacco e alcuni paracadutisti addestrati in Gran Bretagna. La rivolta contava sulla rapida avanzata dell'Armata Rossa nello Stato slovacco, ma nonostante l'esercito sovietico fosse a poco più di 160 chilometri di distanza non riuscì a raggiungere i ribelli in tempo. Il 31 agosto Berger fu nominato comandante militare in Slovacchia e mantenne la carica per le tre settimane successive. Tra i suoi compiti fu previsto il disarmo dell'esercito slovacco, garantire le linee di comunicazione con il fronte orientale e ristabilire l'ordine oltre a collaborare con la Guardia di Hlinka per istituire una nuova forza armata nello stato fantoccio. 
Un nuovo governo slovacco fu istituito sotto la guida di Štefan Tiso. La forza iniziale di Berger consisteva in diversi kampfgruppen (gruppi di combattimento) per un totale di 10.000 uomini, contro un esercito ribelle di circa 47.000 ribelli. Il 9 settembre, Himmler informò Berger che gli era stata assegnata la Croce di Ferro di seconda classe per il lavoro svolto in Slovacchia. A metà settembre, la rivolta doveva ancora essere sedata e le uniche regioni pacificate erano la Slovacchia occidentale e la valle di Váh. A causa dell'insuccesso di Berger, Himmler lo sostituì con lo HSSPF Hermann Höfle, e Berger lasciò il ruolo di comandante militare in Slovacchia il 19 settembre. Höfle poi represse nel sangue la rivolta con l'aiuto di ulteriori truppe arrivate alla fine di ottobre. Berger fu quindi incaricato di organizzare il Volkssturm in Germania.

### Capo di stato maggiore del Volkssturm
Mentre la situazione della Germania peggiorava, Hitler decise di formare il Volkssturm, una milizia locale del partito nazista per difendere le comunità all'interno del Reich. Il 24 settembre 1944, Hitler incaricò il suo segretario privato e capo della Cancelleria del Reich, Reichsleiter Martin Bormann a formare il Volkssturm. Himmler ricevette la responsabilità dell'organizzazione militare e dell'equipaggiamento della nuova milizia, che delegò a Berger, diventando così uno dei due capi di stato maggiore dell'organizzazione. Bormann resistette ai tentativi di Berger di prendere il controllo del Volkssturm, che rimase in gran parte sotto il controllo di Bormann, con il reclutamento locale condotto dai Gauleiter.

### Il comando sul campo
Negli ultimi mesi di guerra, gli Alleati temevano che Hitler potesse concentrare le sue forze rimanenti in una ridotta sulle Alpi. Sebbene questa idea fosse più simile ad un potenziale rifugio dai russi piuttosto che ad una reale fortezza, i timori sull'esistenza di una "fortezza alpina" portarono alla deviazione di forti forze verso le regioni meridionali del Reich per prevenire un simile piano.
In effetti, durante la resa del 5 maggio, il generale tedesco Hermann Foertsch stupì il generale dell'esercito degli Stati Uniti Jacob L. Devers quando gli disse che ben 350.000 soldati tedeschi erano ancora tagliati fuori sulle Alpi. Berger comandava un kampfgruppe creato dai resti del XIII SS-Armeekorps, inclusi altri frammenti della 17. SS-Panzergrenadier-Division "Götz von Berlichingen", della 35. SS- und Polizei-Grenadier-Division e della 2. Gebirgs-Division.
Berger intendeva arrendersi separatamente alle forze statunitensi e, dopo due giorni di ritardo, riuscì a localizzare un comandante di reggimento della 101st Airborne Division vicino a Berchtesgaden, a sud di Salisburgo. Il giorno successivo Berger fu arrestato.

## Valutazioni
Berger è stato descritto come "spavaldo", cinico, e "uno dei luogotenenti più competenti e spietati di Himmler durante la guerra". Ardente antisemita, fu anche un sostenitore della Soluzione Finale. Lo storico Gerhard Rempel lo descrisse come un abile manipolatore burocratico, "senza scrupoli, schietto e inelegante nei modi e nell'espressione, ma anche pieno di geniale loquacità e umorismo audace". Nonostante la sua posizione inattaccabile a capo delle SS, Himmler era spesso distratto dai pettegolezzi e dai sotterfugi di Berger contro altri leader delle SS. All'interno delle SS, Berger era conosciuto come uno dei "Dodici Apostoli" di Himmler, ed era soprannominato der Allmächtige Gottlob ("l'Onnipotente Gottlob", un'opera teatrale su "Dio Onnipotente", poiché Gott è il termine tedesco per "Dio"). Veniva chiamato anche con la frase "Lode a Dio" e un altro soprannome era "Il Duca di Svevia", riflettendo le sue origini sveve.
In definitiva, Berger fu responsabile del gran numero di reclute straniere non appartenenti al Reich che si unirono alle Waffen-SS tra il 1940 e il 1945. Nonostante Berger avrebbe preferito un comando sul campo, era uno dei pochi luogotenenti anziani di fiducia di Himmler, le sue capacità di reclutamento e organizzative fecero sì che fosse mantenuto come capo dello SS-HA per tutta la guerra. L'unica eccezione fu il breve periodo come comandante militare nello Stato slovacco dell'autunno del 1944. Nel settembre 1939, il numero di non tedeschi in quelle che presto divennero le Waffen-SS era minimo. Nel maggio 1945, la forza comprendeva 38 divisioni a maggioranza non tedesca. Nessuna delle 38 divisioni fu composta esclusivamente da tedeschi del Reich, infatti la metà era composta principalmente da personale esterno al Reich.
I processi di Norimberga del dopoguerra stabilirono in una sentenza che le Waffen-SS erano da considerarsi un'organizzazione criminale per il coinvolgimento nei crimini di guerra e contro l'umanità, compresa l'uccisione dei prigionieri di guerra e le atrocità commesse nei paesi occupati. Da questa sentenza erano esclusi coloro che erano stati arruolati nelle Waffen-SS e non avevano commesso personalmente crimini di guerra e crimini contro l'umanità.

## Processo per crimini di guerra

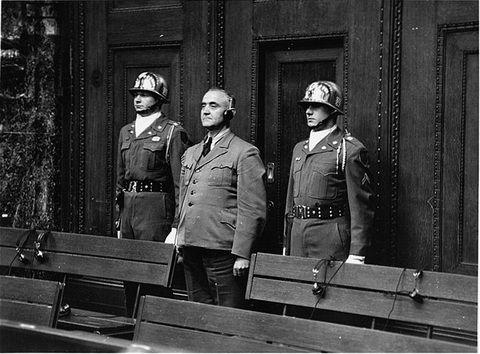
Gottlob Berger, siede sul banco degli imputati nel processo ai ministri. [Fotografia #16828

Dopo il suo arresto nel maggio 1945, Berger rimase sotto la custodia degli Alleati in attesa del processo davanti al tribunale militare statunitense per i vari crimini di guerra commessi. Inizialmente doveva essere un imputato nel proposto processo sui "prigionieri di guerra", ma alla fine fu incluso in quello che divenne noto come il processo ai ministri tra i successivi processi di Norimberga. L'atto d'accusa finale contro Berger e gli altri imputati fu depositato il 18 novembre 1947; il processo iniziò il 6 gennaio 1948, davanti ai giudici William C. Christianson (Presidente), Maguire e Leon W. Powers, e terminò il 13 aprile 1949.

### Accusa
Otto capi di imputazione costituivano l'atto d'accusa contro Berger:
1. Crimini contro la pace;
2. Piano comune e cospirazione;
3. Crimini di guerra, omicidi e maltrattamenti dei prigionieri di guerra, compreso l'omicidio del generale di divisione francese Gustave Mesny, un prigioniero di guerra ucciso come rappresaglia per la morte del generale Fritz von Brodowski per mano della resistenza francese nell'ottobre 1944 mentre Berger era il capo dei campi di prigionia;
4. Questo capo è stato cancellato durante il processo;
5. Crimini di guerra e crimini contro l'umanità, atrocità e delitti commessi contro le popolazioni civili;
6. Saccheggio e spoliazione;
7. Lavoro forzato in schiavitù;
8. Appartenenza ad organizzazioni criminali.

### Il processo di Berger

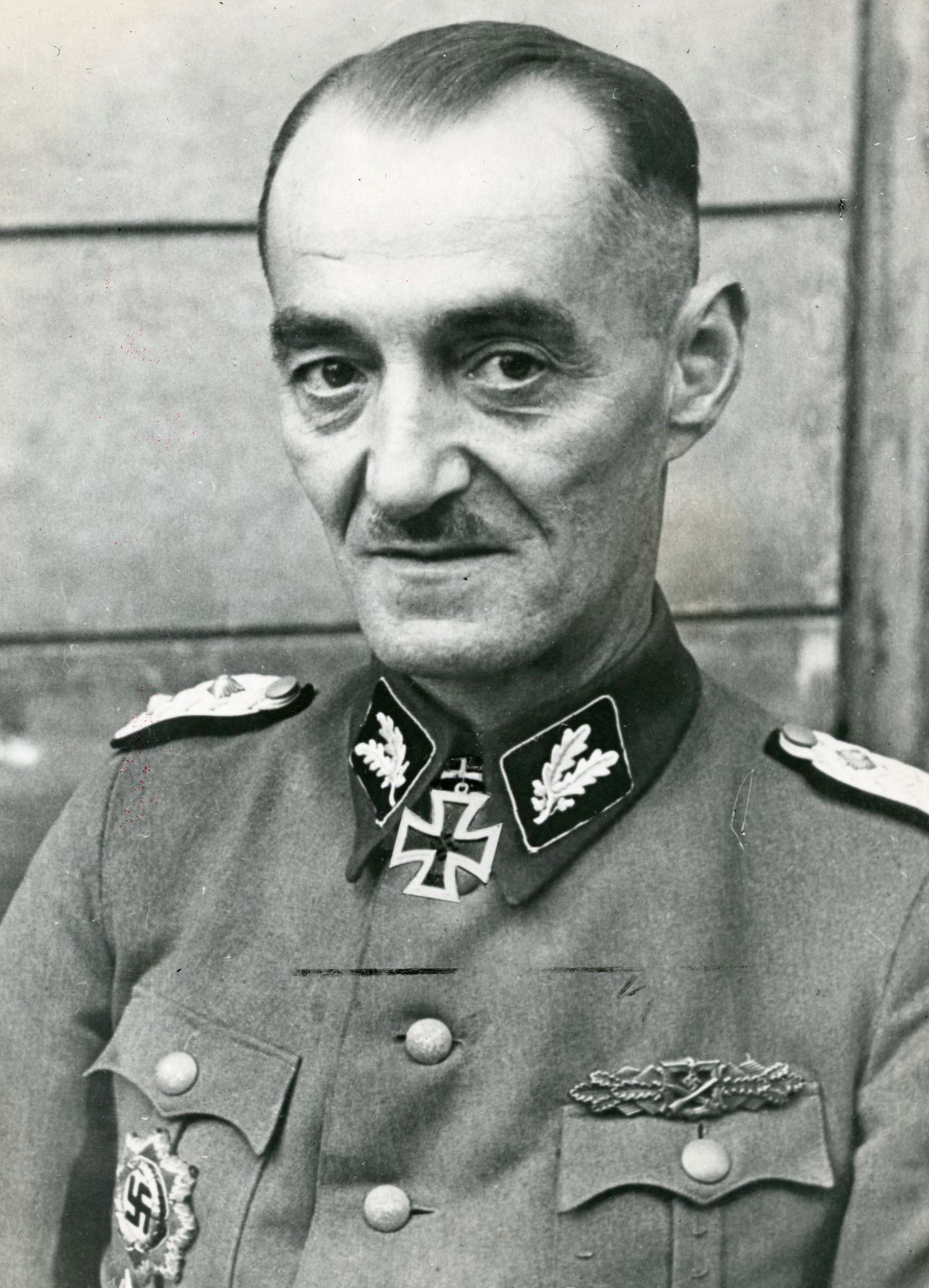
Oskar Dirlewanger, SS-Oberführer amico di Berger, comandò l'omonimo SS-Sonderkommando.

Durante il processo, Berger non mostrò alcun rimorso per le sue azioni e affermò di non essere stato a conoscenza della Soluzione Finale fino a dopo la guerra, ma l'accusa produsse la prova che era stato presente al primo dei famigerati discorsi di Posen di Himmler del 1943 in cui il Reichsführer-SS aveva esplicitamente parlato dello sterminio degli ebrei. L'avvocato difensore di Berger affermò che il suo cliente non credeva che la parola "sterminio" fosse stata usata da Himmler riguardo agli ebrei durante il discorso, l'avvocato continuò nel tentativo di mitigare le azioni di Berger sostenendo che la Guerra Fredda mostrava forti parallelismi con la lotta nazista contro "ebrei e bolscevichi" e con la possibilità che gli Stati Uniti dovessero combattere anche l'Unione Sovietica nel futuro prossimo.
Durante la guerra, Berger scrisse in un articolo:"Noi nazionalsocialisti crediamo al Führer quando dice che l'annientamento degli ebrei in Europa rappresenta la fine della lotta istigata dal parassita del mondo ebraico contro di noi come il suo più forte nemico". Berger e altri affermarono anche che l'unità comandata da Dirlewanger non era parte delle SS, anche se il testo del secondo discorso di Posen di Himmler, scoperto nel 1953, "gettò una luce dubbia" sull'affermazione rilasciata da Berger.
La maggioranza del tribunale ha dichiarato che «sembra impossibile credere alla testimonianza di Berger secondo cui non sapeva nulla dei piani per distruggere gli ebrei o che non aveva mai sentito parlare della "soluzione finale" se non dopo la guerra». Tuttavia, la corte accettò la sua affermazione secondo cui aveva salvato la vita ai prigionieri di guerra alleati la cui sicurezza era stata gravemente messa in pericolo dagli ordini di fucilazione di Hitler. La corte stabilì anche che Berger aveva disobbedito agli ordini e si era messo a sua volta in pericolo per intervenire a favore dei prigionieri in questione. Al contrario, Berger fu ritenuto colpevole di aver trasportato gli ebrei ungheresi nei campi di concentramento e di aver reclutato le guardie dei campi di concentramento. Berger affermò anche nella sua testimonianza di considerare Himmler "un mezzosangue non assimilato e inadatto alle SS".

### Giudizio
Berger fu assolto per i capi di imputazione uno, e due, e per alcune parti dei capi di imputazione tre, e cinque, e fu assolto anche per il sesto capo di imputazione. Fu condannato in parte per il terzo capo di imputazione relativa all'omicidio di Mesny, e per parte del quinto capo di imputazione relativo al suo coinvolgimento nello SS-Sonderkommando Dirlewanger, per aver partecipato coscientemente al programma dei campi di concentramento, e per la coscrizione dei cittadini di altri paesi. Fu condannato anche per parte del punto sette relativa al programma di lavoro forzato per bambini e giovani, inclusa l'operazione Heuaktion, e fu condannato anche per il punto otto. Il giudice Powers ha espresso un'opinione dissenziente, affermando di ritenere che Berger non fosse responsabile dell'omicidio di Mesny.

### Sentenza e revisione
Secondo i capi d'imputazione, Berger è stato condannato a 25 anni di reclusione, meno i quasi quattro anni durante i quali è stato in custodia in attesa del processo. Peter Maguire osserva che, considerato lo status degli imputati e l'insieme delle prove a loro carico, le condanne pronunciate contro tutti gli imputati nel processo furono leggere.
Le sentenze sono state esaminate da un comitato consultivo per la clemenza per i criminali di guerra, responsabile della consulenza all'Alto Commissario americano per la Germania era John J. McCloy. Il 31 gennaio 1951, McCloy decise di ridurre la condanna di Berger a 10 anni di reclusione, affermando che sembrava essere stato ingiustamente condannato per l'omicidio di Mesny e che McCloy aveva dato maggior peso agli interventi attivi di Berger "per salvare la vita degli ufficiali alleati e degli uomini tenuti per la liquidazione o come ostaggi per ordine di Hitler". McCloy non ha spiegato perché Berger non poteva essere ritenuto responsabile dell'omicidio di Mesny, nonostante la maggioranza del tribunale avesse ritenuto che Berger avesse la "responsabilità del comando" per l'omicidio. Berger fu rilasciato dalla prigione di Landsberg nel dicembre 1951, dopo aver trascorso un totale di sei anni e mezzo in custodia.

## Dopo il rilascio
Dopo il suo rilascio dal carcere nel 1951, Berger lavorò a Stoccarda e Böblingen dove gestì una fabbrica di binari per tende. Contribuì anche con alcuni articoli per il giornale mensile di destra Nation und Europa pubblicato a Coburgo, occasionalmente ha scritto anche articoli incoraggiando la NATO a dare maggiore considerazione agli ex membri delle Waffen-SS. Lui e sua moglie Christine hanno avuto quattro figli: Krista, Wolf, Helgart e Folkart. Morì il 5 gennaio 1975 a Gerstetten.

## Onorificenze e decorazioni
Berger ha ricevuto durante la sua vita i seguenti premi e medaglie: